# Хасси, Фрэнк
Фрэнсис Валентайн Джозеф «Фрэнк» Хасси (англ. Francis Valentine Joseph "Frank" Hussey; 14 февраля 1905, Нью-Йорк, Нью-Йорк — 26 декабря 1974, Коксаки, Нью-Йорк) — американский легкоатлет, специалист по бегу на короткие дистанции. Выступал за сборную США по лёгкой атлетике в середине 1920-х годов, чемпион летних Олимпийских игр в Париже, рекордсмен мира, победитель американского национального первенства.

## Биография
Фрэнк Хасси родился 14 февраля 1905 года в Нью-Йорке, США.
Занимался лёгкой атлетикой во время учёбы в нью-йоркской старшей школе Stuyvesant High School, уже здесь показывал достаточно высокие результаты, в частности пробегал 100 ярдов за 9,6 секунды.
В 1924 году принял участие в национальном олимпийском отборе, где в зачёте бега на 100 метров показал четвёртое время — благодаря этому результату вошёл в основной состав американской национальной сборной и удостоился права защищать честь страны на летних Олимпийских играх в Париже в программе эстафеты 4 × 100 метров. Вместе со своими соотечественниками Луисом Кларком, Лореном Мерчисоном и Элом Ликони благополучно преодолел два предварительных квалификационных этапа — в обоих случаях американцы финишировали первыми с мировыми рекордами. В решающем финальном забеге их команда так же была лучшей, установив мировой рекорд в 41 секунду, и Хасси таким образом завоевал золотую олимпийскую медаль.
После парижской Олимпиады Фрэнк Хасси поступил в Бостонский колледж и продолжил выступать на различных соревнованиях по лёгкой атлетике. Так, в 1925 году он одержал победу на чемпионате США в беге на 100 ярдов, обогнав в финале даже титулованного Джексона Шольца, и в составе Нью-йоркского атлетического клуба стартовал в эстафетной гонке 4 × 110 ярдов, помог команде пройти предварительный квалификационный этап.
Хасси пытался пройти отбор на Олимпийские игры 1928 года в Амстердаме, но выбыл из борьбы уже в первом забеге отборочного турнира.
Впоследствии в течение многих лет работал в сфере продаж, выступал с лекциями в тюремной системе штата Нью-Йорк, неоднократно принимал участие в соревнованиях по лёгкой атлетике в качестве спортивного функционера.
Умер 26 декабря 1974 года в городе Коксаки, штат Нью-Йорк, в возрасте 69 лет.